# Doru-Claudian Frunzulică
Doru-Claudian Frunzulică (ur. 8 lipca 1959 w Caracalu) – rumuński polityk, urzędnik państwowy i działacz gospodarczy, w latach 2008–2011 poseł do Izby Deputowanych, sekretarz stanu, deputowany do Parlamentu Europejskiego VIII kadencji.

## Życiorys
Absolwent wydziału elektroniki i telekomunikacji Instytutu Politechnicznego w Bukareszcie (1984). W 2001 uzyskał doktorat z zakresu nauk ekonomicznych w Akademii Studiów Ekonomicznych w Bukareszcie. W latach 1984–1990 pracował jako inżynier projektant. W 1990 został urzędnikiem w Ministerstwie Spraw Zagranicznych. Od 1997 do 2003 pełnił funkcję wiceprezesa instytucji odszkodowawczej SNCDD. Następnie powrócił do MSZ, zaś w latach 2004–2005 był sekretarzem stanu w resorcie pracy, rodziny i opieki społecznej. Pracował następnie jako konsultant w spółce prawa handlowego, będąc też członkiem instytucji nadzorczych w sektorze finansowym. Był wiceprzewodniczącym (1996–1999) i pierwszym wiceprzewodniczącym (1999–2008) organizacji pracodawców UGIR, a także członkiem Rady Gospodarczej i Społecznej.
W 2008 z listy Partii Socjaldemokratycznej uzyskał mandat posła do Izby Deputowanych. W 2011 opuścił frakcję poselską PSD, przechodząc do Narodowego Związku na rzecz Rozwoju Rumunii. W tym samym roku odszedł z parlamentu. Był następnie członkiem komisji nadzoru ubezpieczeniowego i rady urzędu nadzoru finansowego. W 2014 premier Victor Ponta powierzył mu stanowisko sekretarza stanu ds. projektów inwestycyjnych i infrastruktury.
W tym samym roku z ramienia lewicowej koalicji skupionej wokół socjaldemokratów uzyskał mandat deputowanego do PE VIII kadencji, w jej trakcie powrócił do PSD.